# Hermanniella laurisilvae
Hermanniella laurisilvae är en kvalsterart som beskrevs av Pérez-Íñigo 1972. Hermanniella laurisilvae ingår i släktet Hermanniella och familjen Hermanniellidae. Inga underarter finns listade i Catalogue of Life.